# Sanny Lindström
Sven Sanny Lindström (* 24. Dezember 1979 in Stockholm) ist ein ehemaliger schwedischer Eishockeyspieler, der im Laufe seiner Karriere für den Färjestad BK und Timrå IK aus der Elitserien aktiv war.

## Karriere
Sanny Lindström begann seine Karriere 1997 beim Huddinge IK in der schwedischen Division 1, wo er zwei Jahre spielte und in der Zeit für das schwedische Juniorennationalteam bei der U20-Weltmeisterschaft 1999 zum Einsatz kam. Im NHL Entry Draft 1999 wurde er von der Colorado Avalanche in der vierten Runde an Position 112 ausgewählt und wechselte kurz darauf nach Nordamerika. Dort spielte er die folgenden drei Jahre bei den Hershey Bears in der AHL, die als Farmteam der Avalanche fungierten, ging aber auch für die Baton Rouge Kingfish in der East Coast Hockey League und die Quad City Mallards in der UHL aufs Eis.
Nachdem Lindström sich nicht für den NHL-Kader von Colorado empfehlen konnte, kehrte er 2002 nach Schweden zurück und spielte dort die nächsten sechs Jahre für den Timrå IK in der Elitserien, wo er auch als Mannschaftskapitän aktiv war. Bei der Weltmeisterschaft 2005 gehörte er zum Kader der schwedischen Nationalmannschaft, die am Ende den vierten Rang belegte. Im Sommer 2008 wechselte Lindström in die Schweiz, wo er eine Saison lang für die Rapperswil-Jona Lakers in der National League A spielte. Zur Saison 2009/10 kehrte er nach Schweden zurück und erhielt einen Vierjahres-Kontrakt bei Färjestad BK, mit denen er in der darauffolgenden Spielzeit die schwedische Meisterschaft gewann.
Im August 2013 beendete er seine Karriere.

### International
Sein größter Erfolg mit der schwedischen Nationalmannschaft war der Gewinn der Bronzemedaille bei der Weltmeisterschaft 2010. Außerdem nahm er mit der schwedischen Auswahl an der Weltmeisterschaft 2005 teil und vertrat als Juniorenspieler die Tre Kronor bei der U20-Junioren-Weltmeisterschaft 1999. 

## Erfolge und Auszeichnungen
- 2010 Bronzemedaille bei der Weltmeisterschaft
- 2011 Schwedischer Meister mit Färjestad BK